# 嘉萊省
嘉萊省（越南语：／）是越南西原高原的一個省，省莅歸仁市。

## 地理
嘉萊省位於西原高原北部，北與廣義省相鄰，南接多樂省，西臨柬埔寨，東鄰廣義省。

## 历史

### 20世纪以前
嘉莱省地处西原北部，自古以来是越南少数民族嘉莱族、罗低族等少数民族的世居领地。最初，嘉莱人在此建立以“火王”“水王”“风王”信仰为中心的部落政权，其首领号称“麻曹”（M'tao）或者“父道”（potao）。第一代“麻曹”名为繄诗（Y Thih），居住在坡离具（Plei Ku，即岧嶚）一带的麻曹村（Plei M'tao）。据称其出生时手持一块镔铁，此镔铁后被铸造为圣剑，繄诗用其征服大小嘉莱诸部，称霸西原。繄诗去世后，传位其外甥。

### 法国殖民统治时期
20世纪初，法国殖民者开拓西原，将嘉莱省一带正式纳入越南版图。1904年（成泰十六年）4月7日，法国公使乌登丹（Odend’hal）巡上游地区时，因试图参观火舍的圣剑，被火王苏乙（Siu Ăt）所杀。4月10日，法军进攻火舍，击败火王苏乙，随后吞并整个嘉莱地区。7月25日，法属印度支那政府议定设立坡离俱低蛮省（Plei Ku Der），并于崑嵩（Kun Tum）、岧嶚（Cheo Reo）二地设立代理屯，派遣代理官管治上游诸蛮民。
1907年（成泰十九年）4月25日，殖民政府撤销坡离俱低蛮省，将管辖嘉莱地区的岧嶚屯划入富安省，并以其所属蛮栅分置五总，设立归化县，委派县丞一人。
1913年2月9日，殖民政府在西原地区设立崑嵩省，管辖崑嵩屯和岧嶚屯。
1917年，以平定省上游之安西邑成立安溪代理屯，并设新安县。
1932年5月25日，殖民政府议定设立嘉莱省（法文称坡离俱省），坡离俱代理座和岧嶚代理座划归嘉莱省。
1945年八月革命爆发时，嘉莱省共辖坡离俱市社（波来古市社）、安溪县、坡离克里县、诸丝县、岧嶚县等。
1946年5月27日，殖民政府在西原高原成立自治政权南印度支那上游地区，下辖西原5省。次月，殖民政府将省名定为波来古省（坡离俱省），而北越则继续称为嘉莱省。
1949年5月30日，南印度支那上游地区政权解散，西原5省并入越南国。
1950年4月15日，越南国国长保大在西原高原成立皇朝疆土，波来古省被纳入其中。

### 现代
1955年3月11日，越南国首相吴廷琰废除“皇朝疆土”，将波来古省直接纳入中央政府管辖。
1958年，越南共和国吴廷琰政府将波来古省划分为丽忠郡、丽清郡和岧嶚郡3郡。
1962年，南越政府将岧嶚郡划出，成立富本省。波来古省重新划分为丽忠郡、清安郡和富仁郡3郡。
1975年3月，越南南方共和国解放嘉莱省。10月，嘉莱省和崑嵩省合并为嘉莱-崑嵩省。富本省最初并入多乐省，后又划归嘉莱-崑嵩省。嘉莱省区域包括波来古市社、安溪县、阿云巴县、诸巴县、诸博容县和芒杨县1市社5县。
1979年4月23日，阿云巴县析置克容巴县。
1981年8月17日，芒杨县和诸博容县析置诸色县。
1984年12月28日，嘉莱-崑嵩省公伯陇县部分区域划归安溪县管辖；安溪县析置克邦县。
1988年5月30日，嘉莱-崑嵩省安溪县析置公则若县。
1991年8月12日，嘉莱-崑嵩省重新分设为嘉莱省和崑嵩省；嘉莱省下辖波来古市社、芒杨县、安溪县、克邦县、公则若县、诸色县、诸巴县、诸博容县、阿云巴县、克容巴县1市社9县，省莅波来古市社。
1991年10月15日，诸博容县和诸巴县析置德基县。
1996年11月11日，诸巴县部分区域划归波来古市社管辖；芒杨县3社和波来古市社2社划归诸巴县管辖；诸巴县析置亚格来县。
1998年3月12日，波来古市社被评定为三级城市。
1999年4月24日，波来古市社改制为波来古市。
2000年8月21日，芒杨县析置得都阿县。
2002年5月13日，亚格来县1社划归波来古市管辖。
2002年12月18日，阿云巴县析置亚巴县。
2003年12月9日，安溪县分设为安溪市社和得婆县。
2007年3月30日，阿云巴县分设为阿云巴市社和富善县。
2009年2月25日，波来古市被评定为二级城市。
2009年8月27日，诸色县析置诸蒲县。至此，嘉莱省下辖1市2市社14县。
2020年1月22日，波来古市被评定为一级城市。
2025年7月1日和原平定省合併省會遷至歸仁市。

## 行政區劃
嘉萊省下轄2市2市社14縣，省莅歸仁市。
- 歸仁市
- 波來古市（Thành phố Pleiku）
- 安溪市社（Thị xã An Khê）
- 阿雲巴市社（Thị xã Ayun Pa）
- 諸巴縣（Huyện Chư Păh）
- 諸博容縣（Huyện Chư Prông）
- 諸蒲縣（Huyện Chư Pưh）
- 諸色縣（Huyện Chư Sê）
- 得都阿縣（Huyện Đắk Đoa）
- 得婆縣（Huyện Đắk Pơ）
- 德基縣（Huyện Đức Cơ）
- 亞格來縣（Huyện Ia Grai）
- 亞巴縣（Huyện Ia Pa）
- 克邦縣（Huyện K'Bang）
- 公則若縣（Huyện Kông Chro）
- 克容巴縣（Huyện Krông Pa）
- 芒楊縣（Huyện Mang Yang）
- 富善縣（Huyện Phú Thiện）

## 外部連結
- 嘉莱省电子信息门户网站（越南文）